# Flávio Tolezani
Flávio Tolezani (São Paulo, 30 de maio de 1978) é um ator brasileiro.

## Carreira
Cursou por anos faculdade de Administração e Economia na Universidade de São Paulo, mas largou tudo para fazer teatro no Célia Helena Centro de Artes e Educação até que se formou em 2002 e começou seu contato com o Grupo Folias e Grupo Tapa, grupos que participou de várias peças teatrais. Estreou na televisão em A Favorita no papel de Marcelo Fontini, mais tarde, interpretou Ney Matogrosso em uma homenagem a Cazuza, no especial Por Toda a Minha Vida. Em 2011, fez uma participação especial como Luiz Carlos no sétimo capítulo de Divã. Um ano depois, interpretou Gustavo em Acampamento de Férias 3. Em 2012 fez seu primeiro protagonista Eduardo Sotelli em Corações Feridos. No mesmo ano, participou do episódio "A viúva do Maranhão", na série As Brasileiras. Em 2014, fez uma participação no último capítulo da novela Em Família como Marcelo, jovem rapaz que se encanta por Luíza, personagem de Bruna Marquezine.
Com longa carreira em teatro, Tolezani estreou em agosto de 2014 a montagem paulista de Ópera do Malandro, da Companhia da Revista. No espetáculo, Tolezani interpreta o protagonista Max Overseas. Em setembro de 2014 estreou no Teatro FAAP o premiado espetáculo Incêndios com direção de Aderbal Freire-Filho. Esteve em cartaz, em 2017, com o espetáculo Carmen. Dirigido por Nelson Baskerville e dividindo o palco com Natalia Gonsales. Em 2015 integra o elenco na novela Verdades Secretas, na pele do usuário de drogas, Roy. Onde despontou ao lado de Grazi Massafera. Em 2016 integra o elenco da novela Êta Mundo Bom!', na pele do bom pai, Araújo. Em 2017 integra o elenco da novela O Outro Lado do Paraíso, onde deu vida ao polêmico Vinícius, um delegado que assediava a enteada e se revelava um pedófilo.

## Teatro
| Ano             | Titulo                              | Personagem                |
| --------------- | ----------------------------------- | ------------------------- |
| 2002            | Ensaio sobre a Cegueira             | Médico                    |
| 2002–06         | Otelo                               | Rodrigo                   |
| 2006            | Quando Nietzsche Chorou             | Freud                     |
| 2006–07 2010–11 | A Mandrágora                        | Ligurio                   |
| 2007–09         | Orestéia - O Canto do Bode          | João                      |
| 2009            | Vestido de Noiva                    | Augusto                   |
| 2009            | Namorados da Catedral Bêbada        | Dom Diogo                 |
| 2010            | Casting                             | Victor Púkhov             |
| 2011            | Crônica da Casa Assassinada         | Valdo                     |
| 2011            | Demônio Ralado                      | O Homem                   |
| 2011–12         | Hécuba                              | Odisseu                   |
| 2012–15         | The Pillowman - O Homem Travesseiro | Katurian                  |
| 2013            | O Longo Adeus                       | Direção da peça           |
| 2014            | Bull                                | Cesar                     |
| 2014            | Ópera do Malandro                   | Max Overseas              |
| 2014–16         | Incêndios                           | Ralph / Miliciano / Nihad |
| 2015            | In Extremis                         | Oscar Wilde               |
| 2015–16         | Fala Comigo Antes da Bomba Cair     | Hassim                    |
| 2017–18         | Roque Santeiro: o Musical           | Roque Santeiro            |
| 2017-18         | Carmen                              | Dom José                  |

## Filmografia

### Televisão
| Ano  | Titulo                  | Personagem                 | Notas                                     |
| ---- | ----------------------- | -------------------------- | ----------------------------------------- |
| 2008 | A Favorita              | Marcelo Fontini            | Episódios: "2 de junho" / "5–8 de agosto" |
| 2009 | Por Toda Minha Vida     | Ney Matogrosso             | Episódio: "Cazuza"                        |
| 2011 | Divã                    | Luca                       | Episódio: "Amigas para Sempre?"           |
| 2011 | Acampamento de Férias   | Gustavo                    | Temporadas 2–3                            |
| 2012 | As Brasileiras          | Paulo                      | Episódio: "A Viúva do Maranhão"           |
| 2012 | Corações Feridos        | Eduardo Sotelli            |                                           |
| 2013 | Pedro & Bianca          | Lucas                      | Episódio: "Boca do Inferno"               |
| 2014 | A Teia                  | Tarzan                     | Episódio: "28 de janeiro"                 |
| 2014 | Em Família              | Marcelo                    | Episódio: "18 de julho"                   |
| 2014 | Sexo e as Negas         | Evandro                    | Episódio: "9" de dezembro"                |
| 2015 | Verdades Secretas       | Roy                        | Temporada 1                               |
| 2016 | Êta Mundo Bom!          | Afonso Araújo (Dr. Araújo) |                                           |
| 2017 | O Outro Lado do Paraíso | Delegado Vinícius Castro   |                                           |
| 2019 | Verão 90                | Raimundo dos Reis          |                                           |
| 2020 | Boca a Boca             | Tomás                      |                                           |
| 2021 | Dom                     | Victor Dantas              | Temporadas 1–3                            |
| 2022 | Independências          | Joaquim Gonçalves Ledo     |                                           |
| 2025 | Êta Mundo Melhor!       | Afonso Araújo (Dr. Araújo) |                                           |

### Cinema
| Ano  | Titulo              | Personagem | Notas          |
| ---- | ------------------- | ---------- | -------------- |
| 2006 | Porta-Estandarte    | Eduardo    | Curta-metragem |
| 2007 | O Último Chá        |            |                |
| 2010 | Neón                | Gustavo    | Curta-metragem |
| 2014 | Jogo da Memória     | Emilio     |                |
| 2014 | Uma Noite em Sampa  | Raul       |                |
| 2015 | A Cidade Imaginária |            |                |
| 2023 | Bala sem Nome       | Emerson    | [ 34 ]         |

## Prêmios e indicações
| Ano  | Prêmio                | Categoria                  | Trabalho                | Resultado |
| ---- | --------------------- | -------------------------- | ----------------------- | --------- |
| 2015 | Prêmio Aplauso Brasil | Melhor Ator Coadjuvante    | Incêndios               | Indicado  |
| 2015 | Prêmio Aplauso Brasil | Melhor Elenco              | Incêndios               | Venceu    |
| 2018 | Prêmio Contigo! de TV | Ator Revelação             | O Outro Lado do Paraíso | Indicado  |
| 2022 | CCXP Awards           | Melhor Ator Série (Brasil) | Dom                     | Pendente  |